# Caracal (género)
Caracal es un género de mamíferos carnívoros de la familia Felidae, el cual está integrado por 2 especies. Son felinos de tamaño mediano que viven cambiando toponimia en sabanas y semidesiertos de África y el oeste de Asia.   

## Biología y ecología
Cazan y se alimentan de pequeños mamíferos, como liebres, roedores, damanes e incluso crías de antílope, pero sus presas preferidas son las aves. además de vivir en lugares desérticos dondes ellos se ayudan de su color para camuflarse de sus cazadores haciendo que sea muy difícil cazarlos

## Taxonomía
Tradicionalmente se ha incluido al gato dorado africano (Caracal aurata) en el género Felis, o Profelis. Análisis de datos moleculares, publicados en el año 2006, revelaron que, sin lugar a dudas, el serval (Leptailurus serval) y el caracal común (Caracal caracal) están estrechamente relacionados con el gato dorado africano, siendo los dos últimos congenéricos.
Especies
Este género se compone de 2 especies, las que se subdividen en una buena cantidad de subespecies:
- Caracal aurata - Gato dorado africano. 
  - Caracal aurata aurata
  - Caracal aurata celidogaster
- Caracal caracal - caracal común.
  - Caracal caracal caracal
  - Caracal caracal algira
  - Caracal caracal damarensis
  - Caracal caracal limpopoensis
  - Caracal caracal lucani
  - Caracal caracal nubica
  - Caracal caracal poecilotis
  - Caracal caracal schmitzi